# لورانس س. إيفانز
لورانس س. إيفانز (بالإنجليزية: Lawrence C. Evans)‏ هو رياضياتي أمريكي، ولد في 1 نوفمبر 1949 في أتلانتا في الولايات المتحدة.